# Regiunea Biombo
Reginea Biombo este una dintre cele 9 unități administrativ-teritoriale de gradul I ale statului Guineea-Bissau. Reședința regiunii este orașul Quinhámel.

## Sectoare
Regiunea este divizată într-un număr de 3 sectoare:
- Prabis
- Quinhámel
- Safim